# Liste der Gebietsänderungen in Thüringen 1993
Die Liste der Gebietsänderungen in Thüringen 1993 enthält Änderungen an Gemeindegebieten des Landes Thüringen in der Zeit vom 1. Januar 1993 bis zum 31. Dezember 1993. Dazu zählen unter anderem Zusammenschlüsse und Trennungen von Gemeinden, Eingliederungen von Gemeinden in eine andere, Änderungen des Gemeindenamens und Umgliederungen von Teilen einer Gemeinde in eine andere.

## Legende
- Datum: juristisches Wirkungsdatum der Gebietsänderung
- Gemeinde vor der Änderung: Gemeinde vor der Gebietsänderung
- Maßnahme: Art der Gebietsänderung
- Gemeinde nach der Änderung: Gemeinde nach der Gebietsänderung
- Landkreis: Landkreis der Gemeinde nach der Gebietsänderung

Die Sortierung erfolgt chronologisch: Datum, kreisfreie Städte, Landkreise, aufnehmende oder neu gebildete Gemeinde. Heute noch bestehende Gemeinden sind farbig unterlegt.

## Liste
| Datum      | Gemeinde vor der Änderung                                                                                       | Maßnahme        | Gemeinde nach der Änderung | Landkreis      |
| ---------- | --- | --------------- | -------------------------- | -------------- |
| 23.03.1993 | Bad Colberg Gellershausen Heldburg Holzhausen Lindenau Völkershausen                                            | Zusammenschluss | Bad Colberg-Heldburg       | Hildburghausen |
| 23.03.1993 | Bedheim Eicha Gleicherwiesen Roth Simmershausen Zeilfeld                                                        | Eingliederung   | Gleichamberg               | Hildburghausen |
| 23.03.1993 | Brattendorf Merbelsrod Poppenwind Schwarzbach                                                                   | Zusammenschluss | Oberland                   | Hildburghausen |
| 23.03.1993 | Eishausen Massenhausen Stressenhausen Streufdorf                                                                | Zusammenschluss | Straufhain                 | Hildburghausen |
| 23.03.1993 | Rüdigsdorf | Eingliederung   | Nordhausen                 | Nordhausen     |
| 23.03.1993 | Gölitz Oberwirbach                                                                                              | Eingliederung   | Bad Blankenburg            | Rudolstadt     |
| 06.05.1993 | Wilchwitz | Eingliederung   | Nobitz                     | Altenburg      |
| 06.05.1993 | Herressen-Sulzbach Oberndorf                                                                                    | Eingliederung   | Apolda                     | Apolda         |
| 06.05.1993 | Oberwind | Eingliederung   | Crock                      | Hildburghausen |
| 06.05.1993 | Goßmannsrod | Eingliederung   | Veilsdorf                  | Hildburghausen |
| 06.05.1993 | Grumbach Henningsleben Waldstedt Wiegleben                                                                      | Eingliederung   | Bad Langensalza            | Langensalza    |
| 06.05.1993 | Friesau Röppisch Schönbrunn Zoppoten                                                                            | Eingliederung   | Ebersdorf/Thüringen        | Lobenstein     |
| 06.05.1993 | Schnellbach | Eingliederung   | Floh                       | Schmalkalden   |
| 06.05.1993 | Schallenburg | Eingliederung   | Sömmerda                   | Sömmerda       |
| 06.05.1993 | Scherndorf | Eingliederung   | Weißensee                  | Sömmerda       |
| 06.05.1993 | Gröben | Eingliederung   | Schlöben                   | Stadtroda      |
| 08.06.1993 | Großtöpfer | Eingliederung   | Geismar                    | Heiligenstadt  |
| 08.06.1993 | Waltersdorf | Eingliederung   | Weißensee                  | Sömmerda       |
| 14.07.1993 | Ehrenberg | Eingliederung   | Altenburg                  | Altenburg      |
| 14.07.1993 | Falken Schnellmannshausen                                                                                       | Eingliederung   | Treffurt                   | Eisenach       |
| 14.07.1993 | Käßlitz Poppenhausen                                                                                            | Eingliederung   | Hellingen                  | Hildburghausen |
| 14.07.1993 | Sichelreuth | Eingliederung   | Neuhaus-Schierschnitz      | Sonneberg      |
| 14.07.1993 | Katzberg | Eingliederung   | Schalkau                   | Sonneberg      |
| 14.07.1993 | Leitlitz | Eingliederung   | Zeulenroda                 | Zeulenroda     |
| 04.08.1993 | Helmsgrün Lichtenbrunn                                                                                          | Eingliederung   | Lobenstein                 | Lobenstein     |
| 13.08.1993 | Meimers | Eingliederung   | Bad Liebenstein            | Bad Salzungen  |
| 01.10.1993 | Keilhau | Eingliederung   | Rudolstadt                 | Rudolstadt     |
| 01.10.1993 | Alt- und Neudörnfeld Hochdorf Keßlar Krakendorf Lengefeld Lohma Loßnitz Rottdorf Schwarza Thangelstedt Tromlitz | Eingliederung   | Blankenhain                | Weimar         |
| 16.10.1993 | Mumsdorf | Eingliederung   | Meuselwitz                 | Altenburg      |
| 16.10.1993 | Oberzella | Eingliederung   | Vacha                      | Bad Salzungen  |
| 16.10.1993 | Oberpörlitz | Eingliederung   | Ilmenau                    | Ilmenau        |
| 16.10.1993 | Hinternah Schleusingerneundorf                                                                                  | Zusammenschluss | Nahetal                    | Suhl           |
| 06.11.1993 | Bodenrode Westhausen                                                                                            | Zusammenschluss | Bodenrode-Westhausen       | Heiligenstadt  |
| 25.11.1993 | Harras Hirschendorf Waffenrod                                                                                   | Eingliederung   | Eisfeld                    | Hildburghausen |
| 25.11.1993 | Burgtonna Gräfentonna                                                                                           | Zusammenschluss | Tonna                      | Langensalza    |
| 25.11.1993 | Friedrichsrode Großbrüchter Holzthaleben Keula                                                                  | Zusammenschluss | Helbedündorf               | Sondershausen  |